# Ernie Mills (cyclisme)
Pour les articles homonymes, voir Ernie Mills et Mills.
Ernest Victor Mills ou Ernie Mills, né le 10 avril 1913 à Islington et mort le 10 octobre 1972 à Londres, est un coureur cycliste britannique.

## Palmarès
- Jeux olympiques d'été
  -  Médaille de bronze en cyclisme sur piste en poursuite par équipes aux Jeux olympiques d'été de 1936 à Berlin
- Jeux de l'Empire britannique
  -  Médaille de bronze en cyclisme sur piste en 1 km aux Jeux de l'Empire britannique de 1938 à Sydney